# فانس د. كوفمان
فانس د. كوفمان (بالإنجليزية: Vance D. Coffman)‏ هو شخصية أعمال أمريكي، ولد في 3 أبريل 1944.

## وصلات خارجية
- فانس د. كوفمان على موقع إن إن دي بي (الإنجليزية)